# Hypoponera intermedia
Hypoponera intermedia är en myrart som först beskrevs av Bernard 1953.  Hypoponera intermedia ingår i släktet Hypoponera och familjen myror. Inga underarter finns listade i Catalogue of Life.